# گوهار آجمیان
گوهار آجمیان (ارمنی: Գոհար Աճեմյան؛ انگلیسی: Gohar Atshemyan زادهٔ ۳ آوریل ۱۹۲۶)، روزنامه‌نگار، نثرنویس و مترجم اهل ارمنستان است.

## زندگی‌نامه
وی در در سرزمین کراسنودار به دنیا آمد و از دانشگاه دولتی زبان‌ها و علوم اجتماعی بروسوف ایروان فارغ‌التحصیل گشت.  از سال ۲۰۰۴ عضو اتحادیه نویسندگان ارمنستان و عضو اتحادیه روزنامه‌نگاران ارمنستان است.